# Сіріл Нюволл
Сіріл Луїс Нортон Нюволл, 1-й барон Нюволл (англ. Cyril Louis Norton Newall, 1st Baron Newall; 15 лютого 1886, Масурі — 30 листопада 1963, Лондон) — британський воєначальник, маршал Королівських повітряних сил (1937), лицар Великого хреста ордену Лазні. За часів Першої світової війни командував авіаційними підрозділами Королівського льотного корпусу британської армії на Західному фронті. З 1937 до 1940 року — начальник штабу Королівських ПС, в цій посаді доклав багато зусиль в організації протидії Люфтваффе в ході битви за Британію. З 1941 до 1946 року — генерал-губернатор Нової Зеландії.

## Біографія
Сіріл Нюволл народився 15 лютого 1886 року в індійському місті Масурі в родині підполковника британської індійської армії Вільяма Поттера Нюволла та Едіт Гвендолін Кароліни Нюволл (уроджена Нортон). Після навчання в Бедфордській школі поступив до Королівського військового коледжу у Сандгерсті. 16 серпня 1905 року отримав призначення до Королівського полку Ворікшира. 18 листопада 1908 року йому присвоєне звання лейтенанта. 16 вересня 1909 року молодого офіцера перевели до 2-го Його Королівської Величності Едуарда VI гурхського стрілецького полку. Він служив на північно-західному кордоні, де вперше зустрів свого майбутнього колегу Г'ю Даудінга.
1911 році Нюволл розпочав кар'єру в авіації, коли навчився літати на літаку «Брістоль Біплан» у Ларкгіллі, перебуваючи у відпустці в Англії. Він здобув сертифікат № 144, виданий Королівським аероклубом. Пізніше він пройшов офіційний курс підготовки пілотів у Центральній льотній школі в Упавоні в 1913 році і з 17 листопада 1913 року розпочав роботу льотчиком-інструктором.
З початком Першої світової війни Нюволл вступив до лав Королівського льотного корпусу командиром ланки ескадрильї № 1 на Західному фронті. 22 вересня став капітаном, а 24 березня 1915 року був підвищений у майори і призначений командувати ескадрильєю № 12. У Франції літав на літаках B.E.2c з вересня і далі. Його ескадрилья брала участь у битві при Лоосі, бомбардувала залізниці та виконувала розвідувальні завдання.
В лютому 1916 року Нюволл отримав звання підполковника і отримав командування Тренувальним крилом № 6 в Англії. У грудні 1916 року він прийняв командування крилом № 9 у Франції, авіаційне формування далеких бомбардувальників та розвідувальних літаків, а в жовтні 1917 року очолював нове формування — крило № 41. 28 грудня 1917 року крило розгорнули до 8-ї авіаційної бригади і Нюволл був підвищений відповідно до тимчасового звання бригадного генерала. 1918 році він отримав призначення до Окремих бомбардувальних сил, які були основним стратегічним бомбардувальним з'єднанням новостворених Королівських ПС. У червні 1918 року він став заступником командира Окремих бомбардувальних сил.
За час Першої світової війни був заохочений відзнаками. 10 жовтня 1918 року Нюволл став кавалером французького Почесного легіону, а 1 січня 1919 року — кавалером ордена Святого Михайла та Святого Георгія, 3 червня 1919 року — командором ордену Британської імперії та 18 квітня 1921 року — офіцером бельгійського ордену Леопольда.
Після війни Нюволл залишився на службі в Королівських Повітряних силах. У серпні 1919 року у званні груп-кептена він став заступником директора з персоналу Міністерства авіації, а в серпні 1922 року — заступником коменданта школи технічної підготовки пілотів.
1 січня 1925 року Нюволл був підвищений до комодора повітряних сил, а в травні 1925 року прийняв командування новоствореними допоміжними ПС Великої Британії. 12 квітня 1926 року став заступником начальника штабу ПС та директором оперативно-розвідувального управління.
1 січня 1930 року він отримав звання віцемаршала авіації, 6 лютого 1931 року посів посаду заступника начальника штабу ПС. В подальшому продовжував службу на різних керівних посадах у Повітряних силах, командував Близькосхідним командуванням Повітряних сил (1931—1934).
1 серпня 1935 року отримав звання маршала авіації, а 1 квітня 1937 року — головного маршала авіації.
1 вересня 1937 року Сіріл Нюволл був призначений начальником повітряного штабу, військовим керівником Королівських Повітряних сил, змінивши на посаді сера Едварда Еллінгтона. Підвищення було несподіваним; з потенційних кандидатів, які претендували на цю посаду, Нюволл широко розглядався істориками як найменш обдарований. Найвидатнішим кандидатом був Г'ю Даудінг, керівник Винищувального командування і старший Нюволла за званням у три місяці, якому у 1936 році Еллінгтон неофіційно повідомив, що, як очікується, його призначать новим начальником штабу Королівських ПС. Втім, рішення було прийнято міністром авіації віконтом Суїнтоном, який не проконсультувався з Еллінгтоном з цього приводу.
Протягом 1936 і 1937 років Повітряний штаб вів запекле протистояння з Королівським урядом за плани переозброєння; Повітряний штаб вимагав значного збільшення бомбардувальної авіації й лише незначного збільшення винищувачів, тоді як координатор міністерства оборони сер Томас Інскіп успішно лобіював збільшення винищувальних сил. Нюволл виявився, можливо, більш гнучким, ніж можна було очікувати. У 1938 році він підтримав різке збільшення виробництва літаків, включаючи роботу у дві зміни та дублювання заводів, і наполягав на створенні спеціальної організації з ремонту та переоснащення пошкоджених літаків. Він підтримав витрати на нові, важкоозброєні винищувачі «Харрікейн» та «Спітфайр», необхідних для переоснащення Винищувального командування. Він навіть почав дистанціюватися, хоч і потроху, від ортодоксальної філософії домінування бомбардувальників у війні майбутнього, зазначивши авіаційному міністру, що «ніхто не може з абсолютною впевненістю сказати, що націю можна вибити з повітря, бо ще ніхто не робив таких спроб». Обговорюючи плани реагування на війну з Італією, на початку 1939 року він виступив проти французької пропозиції до примусової капітуляції Італії шляхом використання потужних та руйнівних бомбардувальних нальотів на північ країни, аргументуючи тим, що навряд чи можна було б вибити країну з війни без проведення наземної операції.
На початок Другої світової війни 1 вересня 1939 року Сіріл Нюволл все ще був начальником повітряного штабу; його значним внеском у цей спірний період був успішний опір передачі винищувальних ескадр на допомогу французам, що зазнавали повного колапсу. Він зміг зберегти значну частину Винищувального командування, що стало вирішальним фактором під час битви за Британію. Хоча він залишався відданим ідеї застосування стратегії «нищівного удару» Бомбардувальним командуванням, він також визнав, що його сили були занадто слабкими, щоб зробити це успішно, але все ще рішуче виступав проти використання королівської авіації для тісної повітряної підтримки сухопутних військ.
Після закінчення битви за Британію Нюволла швидко змусили піти на пенсію, на посаді начальника повітряного штабу його замінив сер Чарльз Портал. Сучасники пояснювали це наслідками перевтоми, яка, безумовно, взяла своє, але були й інші аспекти; Нюволл втратив політичну підтримку, особливо після суперечки з лордом Бівербруком щодо контролю над виробництвом та ремонтом літаків. Бівербрук впливав на Черчилля, вимагаючи звільнення Нюволла, заручившись підтримкою впливових колишніх діячів Королівських ПС, таких як Тренчард і Салмонд. Тренчард виступив проти Нюволла за його неспроможність розпочати рішуче застосування стратегічних бомбардувань, тоді як Салмонд розглянув усунення Нюволла як найпростіший спосіб змінити Даудінга на посаді керівника Винищувального командування — незважаючи на те, що Нюволл також намагався звільнити Даудінга.
4 жовтня 1940 року Сіріл Нюволл був підвищений у маршала Королівських ПС, а пізніше того ж місяця звільнився з лав збройних сил Британської імперії. 29 жовтня він був нагороджений орденом «За заслуги», а 21 листопада став лицарем Великого хреста ордена Св. Михаїла та Св. Георгія.
У лютому 1941 року Нюволл був призначений генерал-губернатором Нової Зеландії й перебував на цій посаді до кінця війни.